# Izolované lymfoidní folikuly
Izolované lymfoidní folikuly (zkráceně ILF) jsou typem imunitní tkáně. Jedná se jednotlivé lymfoidní folikuly, které nejsou organizované do žádných vyšších celků, jsou rozprostřeny po celé délce tenkého střeva a jejich počet se u myší pohybuje v rozmezí 100 – 200. Izolované lymfoidní folikuly (ILF) jsou výrazně menší než peyerovy pláty a na rozdíl od nich neobsahují T-buněčnou zónu a jsou tvořeny pouze B-buněčnou oblastí, mají též germinální centra a jsou kryty epitelem obsahujícím M-buňky. M-buňky jsou uzpůsobeny k vzorkování antigenů (sampling) a jejich transportu k buňkám lymfatické tkáně. ILF hrají významnou roli při vyvolání specifické imunitní odpovědi proti určitému antigenu a jsou velmi důležitým místem izotypového přesmyku na IgA nezávislého na T-lymfocytech. Na rozdíl od peyerových plátů se ILF nevyvíjejí prenatálně, ale začínají se objevovat až od 7. dne života myšího mláděte. Z toho lze usuzovat, že jejich vývoj má souvislost s rozvojem střevní mikrobioty.